# 2019 en Ukraine
Chronologie de l'Ukraine
- 2015
- 2016
- 2017
- 2018
- 2019
- 2020
- 2021
- 2022
- 2023

Cette page concerne les évènements survenus en 2019 en Ukraine  :

## Évènement
- Guerre du Donbass (depuis 2014)
- 5 janvier : Autocéphalie de l'Église orthodoxe d'Ukraine (en)
- 31 mars-21 avril : Élection présidentielle
- 21 juillet : Élections législatives ukrainiennes
- 29 août : 
  - 9ème convocation de la Rada suprême d'Ukraine (en)
  - Gouvernement Hontcharouk
- septembre : Controverse concernant Donald Trump et l'Ukraine
- octobre-décembre: Non à la capitulation ! (en)
- 4 octobre : Le vol 4050 d'Ukraine Air Alliance (en) s'écrase à l'approche de Lviv.

## Sport
- Championnat d'Ukraine de football de deuxième division 2018-2019
- Championnat d'Ukraine de football de deuxième division 2019-2020
- Championnat d'Ukraine de rugby à XV 2019
- Championnat d'Ukraine de football 2018-2019
- Championnat d'Ukraine de football 2019-2020
- Coupe d'Ukraine de football 2018-2019
- Coupe d'Ukraine de football 2019-2020
- Supercoupe d'Ukraine de football 2019
- Championnats d'Europe par équipes d'épreuves combinées 2019
- Championnats d'Europe de plongeon 2019

## Culture
- L'Ukraine se retire du Concours Eurovision de la chanson, pour des raisons politiques.

### Sortie de film
- Anna
- Atlantis
- Cold Blood Legacy : La Mémoire du sang
- En terre de Crimée
- Goodbye Golovin
- My Thoughts Are Silent
- L'Ombre de Staline
- The Painted Bird

## Création
- Arche de Tchernobyl (fin des travaux)
- Dovira (en) (groupe parlementaire)
- Équipe cycliste CCN Factory Racing (équipe cycliste)
- Pont de Crimée (section ferroviaire)

## Dissolution
- AtlasGlobal Ukraine (compagnie aérienne)
- Bravo Airways (compagnie aérienne)
- FK Dnipro (club de football)
- Eleron Airlines (en) (compagnie aérienne)

## Décès
- Iurii Kibets (uk), journaliste.
- Anatolii Korzh (uk), personnalité politique.
- Roman Koudlyk (uk), écrivain.
- Oleksandr Kryvtsov (ru), économiste.
- Aleksandr Okunsky (uk), joueur de basket-ball.